# بيتر شاندلير
بيتر شاندلير (بالإنجليزية: Peter Chandler)‏ (19 مارس 1953 بدوكسبوري في الولايات المتحدة - ) هو مدرب كرة قدم ولاعب كرة قدم أمريكي في مركز الهجوم. شارك مع منتخب الولايات المتحدة لكرة القدم. أما مع النوادي، فقد لعب مع تامبا باي راوديز وConnecticut Bicentennials ‏.